# Zwykła codzienność
Zwykła codzienność – drugi album studyjny zespołu hip-hopowego Slums Attack. Ukazał się 7 lipca 1997 roku nakładem wydawnictwa R.R.X.. Nagrania zarejestrowano między październikiem 1996 a majem 1997 w Hellenic Studio w Poznaniu. Sprzedany w ponad 20 000 egzemplarzy.
Pochodzący z albumu utwór pt. „Czas przemija” znalazł się na liście „120 najważniejszych polskich utworów hip-hopowych” według serwisu T-Mobile Music.
Pod koniec 2015 roku album doczekał się reedycji nakładem wytwórni Fonografika. Reedycja zawiera dodatkowe utwory oraz podwójną okładkę.

## Lista utworów
Opracowano na podstawie materiału źródłowego.
Album
1. „Live Introduction” – 2:08
2. „Królowie rytmu” (gościnnie: Grzechu) – 4:34
3. „Nie zabijaj” – 4:50
4. „Mordercy” (gościnnie: Da Blaze) – 3:06
5. „Trudny dzieciak” – 3:26
6. „Interesy” – 3:50
7. „Bonus Scratch” (DJ Crazy) – 3:00
8. „Bogactwo, sława i wspaniała zabawa” (gościnnie: Born Juices) – 7:03
9. „Raz się jest na dnie... (pener)” – 3:23
10. „Robić się nie chce tylko szpanować” (gościnnie: Born Juices) – 4:01
11. „Pustka” – 4:48
12. „Staszica Story II (Jeżycki świat)” – 4:07
13. „Zwykła codzienność” – 4:12
14. „Czas przemija” – 4:29
15. „Godzina śmierci” – 4:01
16. „Seksualne żądze” – 3:29
17. „Sex, drugz & rap” (live version) – 1:39

Singel
| Mordercy                                                                |
| ----------------------------------------------------------------------- |
| 1. „Mordercy” 2. „Nie zabijaj” 3. „Seksualne żądze” 4. „Modus operandi” |

Tracklista (Reedycja):
1. „Live Introduction”
2. „Królowie rytmu” (gościnnie: Grzechu)
3. „Nie zabijaj”
4. „Mordercy”
5. „Godzina śmierci”
6. „Trudny dzieciak”
7. „Interesy”
8. „Bonus scratch” (gościnnie: DJ. Crazy)
9. „Bogactwo, sława i wspaniała zabawa” (gościnnie: Born Juices)
10. „Raz się jest na dnie… (Pener)”
11. „Robić się nie chce tylko szpanować” (gościnnie: Born Juices)
12. „Pustka”
13. „Staszica Story 2 (Jeżycki świat)”
14. „Zwykła codzienność”
15. „Czas przemija”
16. „Seksualne żądze”
17. „Rap, sex & drugz” (live version) Nagranie zarejestrowano podczas koncertu Ice T (Marlboro Rock In, Sopot 1995)

Bonusy:
1. „Nie zabijaj” (New Vocal Wersja)
2. „Czas przemija” (Clean Edit)
3. „Mordercy” (Instrumental LP)